# Eda Zoritte
Eda Zoritte Megged (en hebreo: אידה צורית מגד , Tel Aviv, 9 de febrero de 1926) es una escritora, pintora y traductora israelí.

## Biografía
Estudió arte dramático en Nueva York e impartió clases de actuación en Estados Unidos e Israel.
Enviudó en 2016 del también escritor Aharon Megged, con quien tenía dos hijos Ayal y Amos

## Novelas
- El hilo de Ariadne, 1964
- Oscuridad imprudente, 1969
- Días felices, 1975
- Extraviarse, 1984
- La esposa paria , 1997
- El amor de su vida de amor , 2000
- La doncella y el poeta , 2004
- Aurelia: libro de visiones y rezos, 2012